# 小林正紹
小林 正紹（こばやし まさつぐ、1890年 - 1980年）は、明治末期から昭和初期にかけて官庁営繕で活躍した建築家。聖徳記念絵画館（原案）の設計者として知られる。

## 経歴
1890年（明治23年）、東京市麹町区紀尾井町に生まれる。1909年（明治42年）に工手学校（現在の工学院大学）建築科を卒業。
在学中から大蔵省臨時建築部に勤務。その後、内務省、文部省と生涯の大半を官庁営繕に捧げた建築家である。副業として、堀商店のほか、若槻礼次郎邸や円地文子邸なども手がけている。
1980年（昭和55年）に逝去。

## 主な作品
- セセッション式端艇倶楽部（1911年）第二回東京勧業展覧会出展
- 記念噴水（1912）第三回東京勧業展覧会出展
- 東京大正博覧会大賓材木商陳列場（1914年、東京市上野）
- 国会議事堂計画案：実弟、公保敏雄の名義で設計コンペ（1918年）に応募した案が一次審査を通るが、大蔵省内で問題となり、辞退したという。その後、国会議事堂の実施設計に関与し、吉武東里とともに内部デザインを担当したと言われる。
- 聖徳記念絵画館計画案：設計コンペで1等当選（1918年）。実施設計は明治神宮造営局の小林政一、高橋貞太郎（1926年竣工、東京都新宿区明治神宮外苑）。
- 枢密院（現・皇宮警察本部）（1922年、東京都）：大蔵省臨時議院建築局（工営部長矢橋賢吉）で担当。
- 北海道拓殖銀行小樽支店（現・似鳥美術館）（1923年、北海道小樽市）：矢橋賢吉と協同設計。
- 堀商店（1932年、東京都港区新橋、国の登録有形文化財）：弟の公保敏雄と協同設計。[1]
- 若槻礼次郎邸
- 植村甲子郎邸
- 円地文子邸
- 小室翠雲邸
- 山内得立邸
- 斜柱式組立住宅 (1946年、東京都）